# KF Trepça
KF Trepca este un club de fotbal din Kosovo care evoluează în Superliga (Kosovo).

## Lotul actual de jucători
| Nr. |                       | Poziție | Jucător           |
| --- | --------------------- | ------- | ----------------- |
|     | Kosovo                | P       | Besart Aliu       |
|     | Kosovo                | P       | Mehmet Ibrahimi   |
|     | Bosnia și Herțegovina | P       | Suad Petrinac     |
|     | Kosovo                | F       | Diamant Pllana    |
|     | Kosovo                | F       | Enver Koci        |
|     | Kosovo                | F       | Fetah Ibrahimi    |
|     | Kosovo                | F       | Fitim Llapashtica |
|     | Macedonia de Nord     | F       | Ilire Stoev       |
|     | Kosovo                | F       | Lavdim Bali       |
|     | Kosovo                | F       | Liridon Ahmeti    |
|     | Kosovo                | F       | Arben Zhjeqi      |
|     | Kosovo                | F       | Alban Aliu        |
|     | Kosovo                | M       | Bardhyl Kaçiu     |
|     | Kosovo                | M       | Emin Baliqi       |

| Nr. |        | Poziție | Jucător                |
| --- | ------ | ------- | ---------------------- |
|     | Kosovo | M       | Florent Aziri          |
|     | Kosovo | M       | Samir Sahiti           |
|     | Kosovo | M       | Seid Onbashi           |
|     | Kosovo | M       | Sheremet Isufi         |
|     | Kosovo | M       | Shpetim Fetahu         |
|     | Kosovo | M       | Visar Sermaxhaj        |
|     | Kosovo | M       | Arbër Prekazi          |
|     | Kosovo | A       | Florent Sejdiu         |
|     | Kosovo | A       | Isak Aliu              |
|     | Kosovo | A       | Uliks Emra             |
|     | Kosovo | A       | Visar Shkupolli        |
|     | Kosovo | A       | Elvis Osmani (captain) |
|     | Kosovo | A       | Enis Fetahu            |

## Jucători notabili
- Ismaila Jagne
- Ilija Savović
- Nikola Lazetić
- Dragan Simeunović
- Erdogan Celina
- Rafet Prekazi
- Xhevat Prekazi